# Манапоурі
Манапоурі (англ. Lake Manapouri) — озеро в Новій Зеландії, яке розкинулось в національному парку Фіордланд, що на Південному острові. В перекладі з мови маорі означає «озеро сумного серця».
Місцева назва озера — Рото-ау («дощове озеро») і Мотурау; «озеро тисячі островів»).
Озеро льодовикового походження. Виникло 20 тис. років тому. Площа озера 142 км². Глибина — 444 м.
В озері є 34 острова, 22 з них заліснені.
На ресурсі з озера працює найбільша в країні ГЕС Манапоурі.

## Галерея

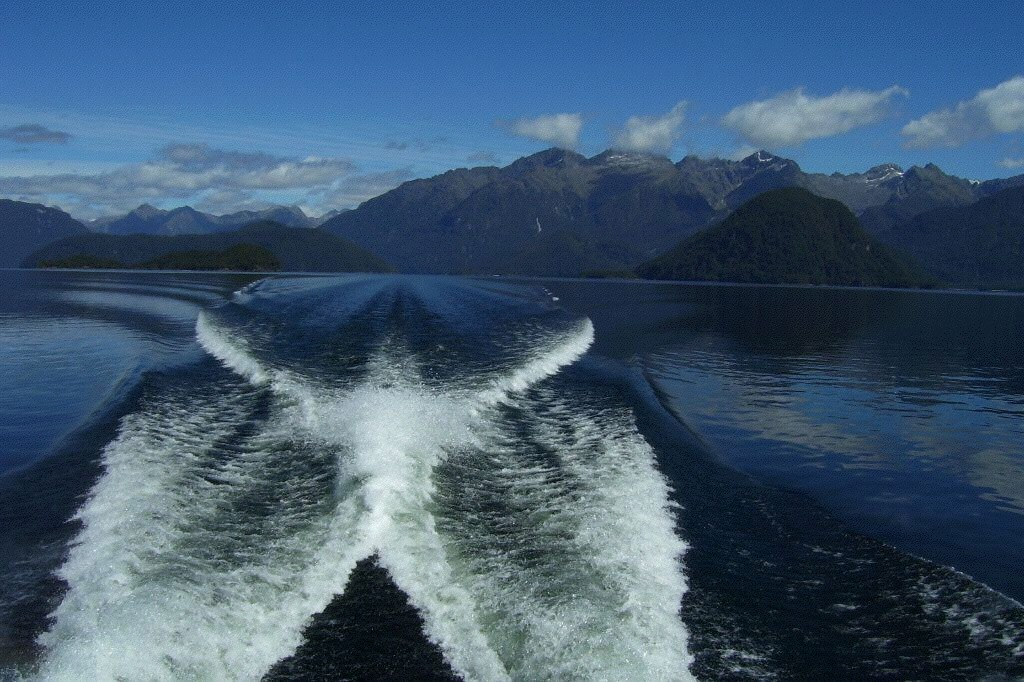
Картинка з озера
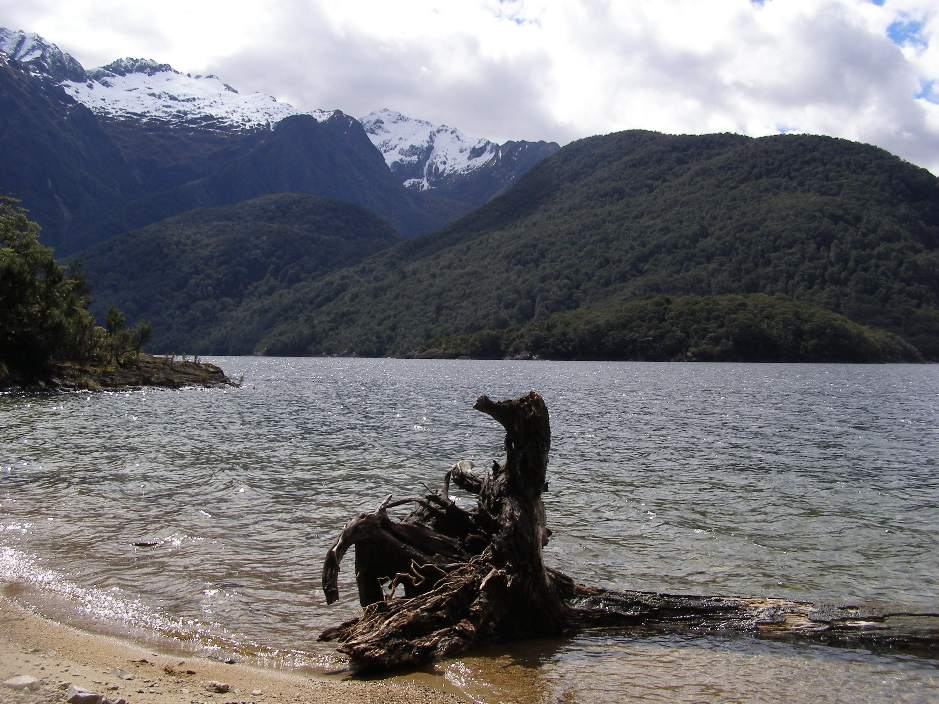
Світлина з острова Помона
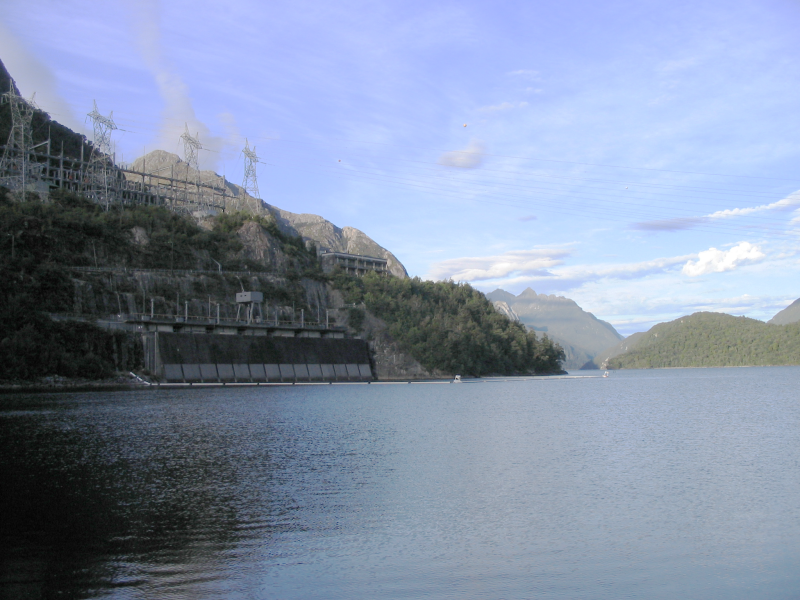
Електростанція Манапоурі